# Požeško-slavonska županija
Požeško-slavonska županija je ena izmed 21 županij Hrvaške. Glavno mesto županije je Požega.

## Upravna delitev
- Mesto Požega (sedež županije)
- Mesto Lipik
- Mesto Pakrac
- Mesto Pleternica
- Občina Brestovac
- Občina Čaglin
- Občina Jakšić
- Občina Kaptol
- Občina Kutjevo
- Občina Velika